# Multicistična displazija bubrega
Multicistična displazija bubrega (skraćeno MCDK) je kongenitalna anomalija nastala kao posledica poremećaj u razvoju ploda u bilo kome periodu trudnoće i može se ispoljiti u toku intrauterinog razvoja, u perinatalnom periodu ili kasnije u toku života.

## Epidemiologija
Prema podacima iz literature, nešto manje od četvrtine svih anomalija detektovanih antenatalno čine anomalije urinarnog sistema, a blizu 30% anomalija ovog sistema čini multicistična displazija bubrega.

## Etiopatogeneza
Iako ova anomalija im sličnu morfologiju kod nekoliko naslednih medularnih cističnih bolesti, one poseduju različite oblike nasleđivanja (autozomno recesivni ili dominantni oblika).
Rani tip
Rani tip je autozomno recesivni oblik nasleđivanja multicistična displazija bubrega. Za ovaj oblik nasleđivanja potrebne su dve kopije gena da bi se bolest ispoljila. On je udružen sa insuficijencijom bubrega pre dvadesete godine starosti.
Kasni tip
Kasni tip jer dominantni oblik nasleđivanja multicistična displazija bubrega. Za ovaj oblik potrebna je samo jedna kopija gena da bi se bolest ispoljila. On je udružen sa insuficijencijom bubrega tek nakon druge decenije života.
Kad je bolest bubrega udružena sa degeneracijom mrežnjače (nefroretinalna displazija), nasleđivanje je autozomno recesivno (potrebna je dve kopije gena da bi se bolest ispoljila), a insuficijencij bubrega javlja se kasnije tokom života. 
Kod oba oblika medularne cistične bolesti bubrega, većina cista zahvata sabirne kanaliće i distalne tubule bubrega. Ciste imaju nizak, često atrofičan epitel, a promer im je od nekoliko mikrometara do nekoliko milimetara. Bubrezi su obično asimetrično ožiljno promenjeni i atrofični.

## Klinička slika
Kliničkom slikom dominiraju ovi simptomi:
- poremećeni su koncentraciona sposobnostima bubrega (narušeno je izlučivanje mokraćne kiseline i čuvanje natrijuma).
- često se javlja poliurija (povećano izlučivanje mokraće)
- kod dece — zaostajanja u rasu
- anemija (malaksalost, umor, zamaranje, bledilo lica, lupanja i preskakanje srca)
- kod odraslih stanje može uzrokovati gubljenje soli koje liči na adrenalnu insuficijenciju, ali ne odgovara na mineralokortikoide
- hipertenzija se javlja samo u terminalnoj — završnoj fazi bolesti.

## Dijagnoza
Multicistični displastični bubreg retko izaziva dijagnostičke dileme i lako se otkriva prenatalno rutinskim ultrasonografskim pregledom. Tipična sonografska slika karakteriše se postojanjem brojnih, međusobno nekomunicirajućih cisti različitih veličina, promera (1–9 cm), između kojih postoji očuvan bubrežni parenhim. Zbog postojanja cisti, i sam bubreg je enormno uvećan i predstavlja najčešći uzrok sonografskog nalaza cistične mase u trbuhu fetusa.

## Terapija
Terapija se zasniva na;
- obilnom unosu natrijuma i vode
- nadoknadi baze u vidu natrijum bikarbonata zbog moguće acidoze
- saniranju infekcija urinarnog sistema,
- lečenju anemije,
- lečenju hipertenzije.

### Postupak lečenja posle otkrivanja anomalije
Posle detekcije anomalije, bitno je proceniti da li je ona inkompatibilna sa životom, i u tom slučaju dati savet za prekid trudnoće, a u slučaju da anomalija ima dobru prognozu, neophodno je serijsko praćenje u cilju utvrđivanja vremena i načina dovršavanja trudnoće. 
Postupak u zavisnosti od procene bubrežne funkcije fetusa može biti sledeći: 
1. Nenarušena bubrežna funkcija fetusa
U ovakvim stanjim vrši se praćenje trudnoće od strane ordinirajućeg ginekologa i dovršava trudnoće po akušerskim indikacijama – evaluacija urinarnog sistema novorođenčeta u dečjoj klinici obuhvata — ultrasonografski pregled, mikcionu cisturetrografija i radioizitopske metode pregleda, merkapto acetil 3 glicin (MAG-3), – dietilen triamin pentacetilna kiselina (DMSA), Di Merkapto (DTPA).
2. Narušena bubrežna funkcija fetusa
Kod narušenih funkcija bubrega potrebno je obaviti preterminsko dovršavanje trudnoće – ispitivanje novorođenčeta (prematurusa) u dečjoj klinici i operacija ukoliko postoji indikacija. 
3. Postojanje anomalije fetusa inkompatibilne sa životom
U ovakvim stanjim vrši se prekid trudnoće nakon dobijanja saglasnosti Etičkog odbora – kliničko-patološka obdukcija pobačenog ploda.

## Prognoza
Funkcija multicističnog bubrega je manja od 10% ili je takav bubreg potpuno afunkcionalan, stoga je prognoza jako loša, ako je otkrivena bilateralna (obostrana) multicistična displazija, jer je inkompatibilna sa životom. 
Prognoza jednostrane (unilateralne) multicistične displazije bubrega zavisi od stanja kontralateralnog bubrega i njegove funkcije, a zatim i od postojanja dodatnih anomalija urinarnog sistema.

## Literatura
- Rosenblum S, Pal A, Reidy K. „Renal development in the fetus and premature infant”. Semin Fetal Neonatal Med. 22 (2): 58—66. април 2017.
- Nedima ATIĆ, Izeta SOFTIĆ, Jasminka TVICA, „Anomalije urinarnog trakta u djece”. Pedijatrija danas. 3 (2): 149—163. 2007.

## Spoljašnje veze
- :  (језик: енглески)
- : Genes and Disease (језик: енглески)

|  | Molimo Vas, obratite pažnju na važno upozorenje u vezi sa temama iz oblasti medicine (zdravlja). |